# MediEvil
MediEvil — компьютерная игра в жанре платформер на игровой приставке PlayStation, разработанная студией SCE Cambridge Studio и выпущенная в октябре 1998 года издательством Sony Computer Entertainment Europe. Изначально выходила на территории Северной Америки и Европы, но в июне 1999 года была издана также в Японии. Одна из первых игр, поддерживающих аналоговый вибрационный контроллер DualShock.
Игрок управляет мёртвым рыцарем, который случайным образом вернулся к жизни и отправился противостоять злому колдуну. В 2000 году у игры появилось продолжение MediEvil 2, а в 2005-м оригинал был существенно переработан — ремейк для портативного устройства PlayStation Portable получил название MediEvil: Resurrection. В 2007 году оригинальную версию перевыпустили для сервиса PlayStation Network, причём спустя три года она стала распространяться на бесплатных началах для всех подписчиков PlayStation Plus. В 2019 году вышел ремейк на PlayStation 4.

## Игровой процесс
MediEvil представляет собой классический трёхмерный слешер, в управлении находится скелетированный рыцарь, который, побеждая врагов и преодолевая препятствия, должен пройти несколько уровней. В конце некоторых уровней игрока ждёт сражение с боссом, гораздо более сильным противником, для победы над которым необходимо применить специальную тактику. Герой имеет шкалу жизней, она убывает во время сражения с врагами и может быть пополнена с помощью найденных зелёных пузырьков или бьющих из земли фонтанов. Как только шкала сокращается до нуля, автоматически используется одна из жизненных бутылей, полностью восстанавливающих здоровье персонажа. Герой не умеет плавать, поэтому в случае падения в воду теряет сразу целую бутыль и возвращается на позицию, откуда упал. Бутылей можно нести до девяти штук, и как только они кончаются, наступает конец игры, после чего игрок продолжает прохождение либо с самого начала, либо с последнего места сохранения.
Для победы над противниками персонаж использует разнообразное оружие. Изначально в его арсенале находится лишь собственная рука, которая может быть применена и в ближнем бою, и брошена на расстояние как бумеранг. В ходе путешествия он находит мечи, метательные ножи, арбалеты, луки, копья, молоты, щиты для защиты и прочую экипировку. Большинство этих предметов приобретаются в так называемом Зале героев, бонусной локации, куда игрок попадает каждый раз после прохождения уровня, если найдёт золотой кубок и наполнит его душами убитых врагов. Некоторые виды оружия ограничены в использовании, для пополнения запасов необходимо платить деньги расставленным на уровнях гаргульям-торговцам.

## Сюжет
События игры начинаются с небольшого экскурса в прошлое, показывая игроку вымышленное средневековое королевство под названием Гэллоумир. В 1286 году злой колдун-некромант по имени Зарок поднял армию демонов и предпринял попытку захвата королевства, но доблестный рыцарь сэр Дэниэль Фортескью возглавил сопротивление и одолел злодея, став величайшим героем. Уже из заставки становится ясно, что он был признан героем незаслуженно, на самом деле Фортескью погиб от случайной стрелы в первом же сражении, и войска справились с колдуном без всякого его участия.
Спустя сто лет Зарок неожиданно появляется вновь, оживляет мертвецов, захватывает души деревенских жителей и во главе армии нежити вновь пытается захватить королевство. Применённое им заклинание по иронии судьбы распространяется и на склеп, где погребён лже-герой Дэн Фортескью, который тоже возвращается к жизни и решает победить некроманта, чтобы хоть как-то оправдаться за бесславное прошлое и попасть в Зал героев.

## Разработка
Созданием MediEvil занималась открывшаяся в 1997 году британская студия SCE Cambridge Studio, дочернее подразделение Sony Computer Entertainment, до этого известная лишь по ремейку аркады Frogger. Своей мрачностью дизайн напоминает работы режиссёра Тима Бёртона, в особенности его анимационную ленту «Кошмар перед Рождеством». Мелодии для саундтрека сочинялись под впечатлением от музыки кинокомпозитора Дэнни Эльфмана, при этом оркестровые и органные звуки синтезировались искусственно с помощью электронных инструментов. На начальных этапах производства в игре было значительно меньше разных видов оружия, а щиты и жизненные бутыли отсутствовали вовсе — вместо этого присутствовали жизни в виде черепа Дэна. Перед самым релизом из финальной версии MediEvil пришлось вырезать два уровня, где героя преследует дракон, и где он едет на поезде.

## Отзывы и критика
| Сводный рейтинг       | Сводный рейтинг              |
| Агрегатор             | Оценка                       |
| --------------------- | ---------------------------- |
| GameRankings          | - PS: 80,06 % - PS4: 67,78 % |
| Русскоязычные издания |                              |
| Издание               | Оценка                       |
| «Страна игр»          | 7 из 10                      |

Агрегатор рецензий GameRankings на основании 15 обзоров даёт игре рейтинг 80,4 %. Журналом PlayStation Magazine игра названа лучшим бестселлером 1999 года и награждена золотым призом. Популярный портал IGN отозвался о ней, как об очень весёлой игре, которую по праву можно считать классикой PlayStation. На сайте GameSpot игру охарактеризовали трёхмерным вариантом знаменитого платформера Ghosts'n Goblins и отрицательно отозвались о камере обзора: «Перспективу можно вращать налево и направо с помощью клавиш L2 и R2, но как только ты начинаешь движение, камера может повести себя совершенно непредсказуемо и вернуться в изначальное неудобное положение». Игра напоминает Spyro the Dragon, выгодно отличаясь наличием добротного юмора. Обозреватель из журнала Computer and Video Games раскритиковал игру за повторяемость, но сказал, что она «красиво выглядит и хорошо играется».